# Krigsåret 1835

## Pågående krig
- Första Carlistkriget (1834-1837)
- Kaukasiska kriget (1817-1864)
  - Imanatet Kaukasus på ena sidan
  - Ryssland på andra sidan

- Texasrevolutionen (1835-1836)[1]
  - Texas på ena sidan
  - Mexiko på andra sidan

### Fotnoter
1. ↑  ”Chronological List of All Wars”. Arkiverad från originalet den 9 oktober 2014. https://web.archive.org/web/20141009082543/http://www.correlatesofwar.org/COW2%20Data/WarData_NEW/WarList_NEW.pdf. Läst 29 juni 2011.